# Oberleitungsboot

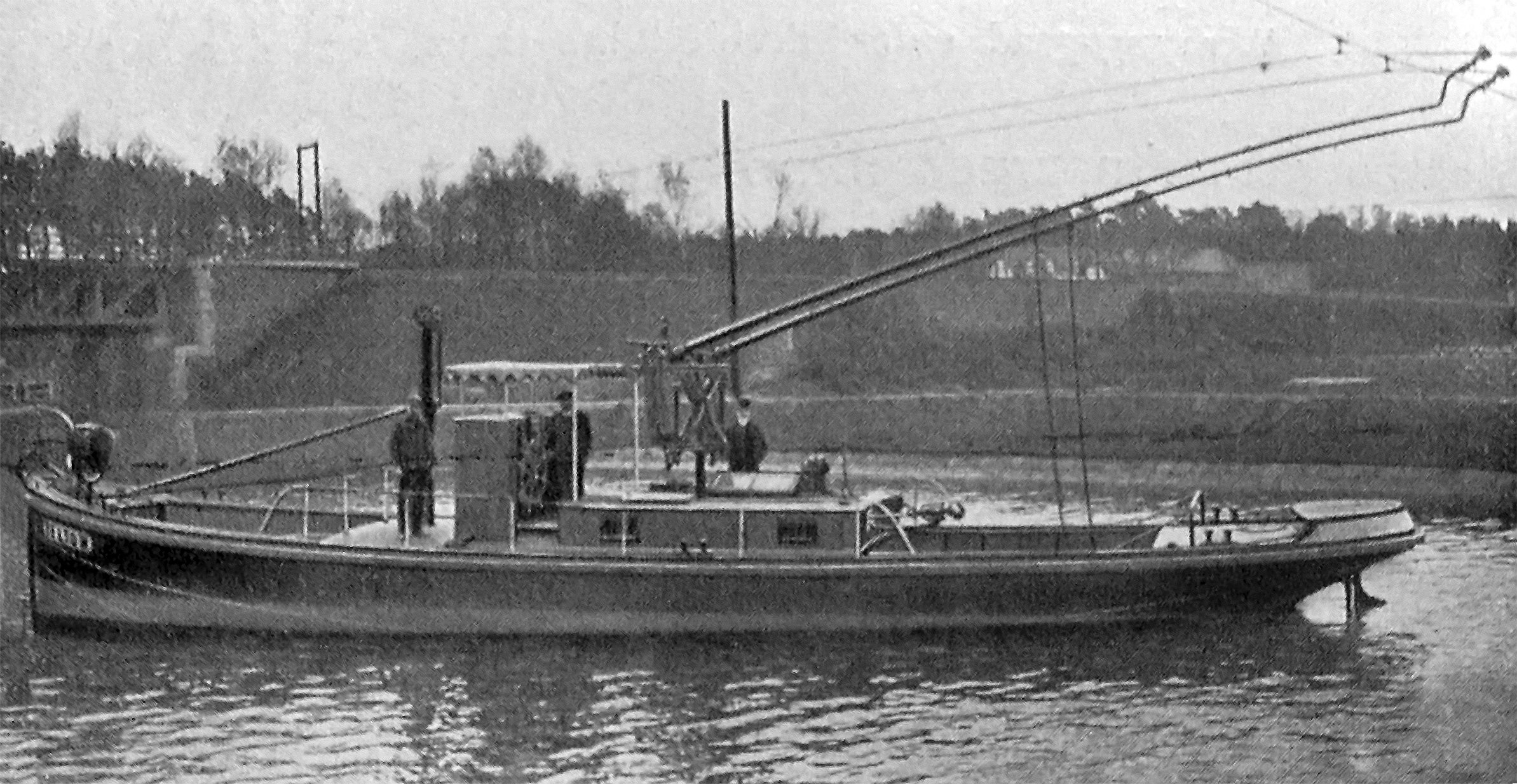
Teltow, ein Oberleitungsboot auf dem Teltowkanal

Ein Oberleitungsboot oder Oberleitungsschiff ist ein elektrisch angetriebenes Wasserfahrzeug. Wie ein Oberleitungsbus bezieht es die elektrische Energie mittels Stromabnehmern aus einem bis drei Fahrdrähten einer Oberleitung, wobei das Schiff dabei seitlich jeweils einige Meter von der Ideallinie abweichen kann. Ein bekanntes Beispiel war der Schlepper Teltow im Oberwasser der  Schleuse Kleinmachnow auf dem Teltowkanal. Eine Sonderform des Oberleitungsboots ist die Oberleitungsfähre.

## Geschichte

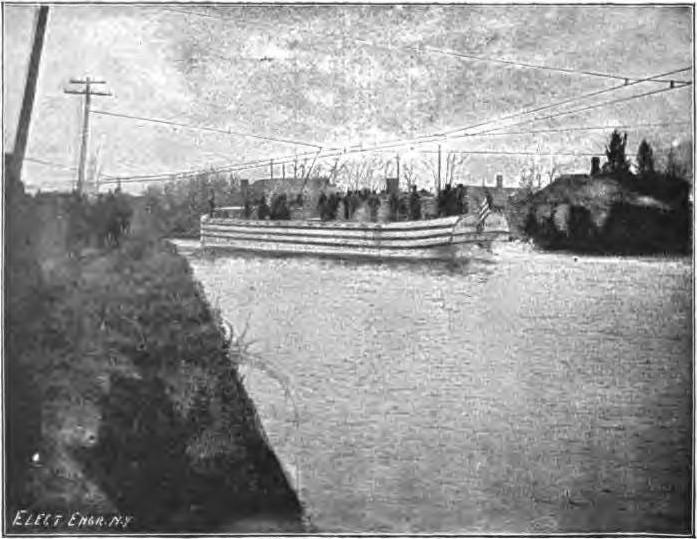
Testfahrt eines nach Frank W. Hawley benannten Oberleitungsboots auf dem Eriekanal

Frank W. Hawley baute ein konventionelles Kanaldampfschiff in ein elektrisch angetriebenes Oberleitungsschiff um und testete dieses 1893 auf dem Eriekanal. Es hatte zwei Elektromotoren mit jeweils 19 Kilowatt (25 PS), die zwei Schiffsschrauben antrieben.
Auf einem vier Kilometer langen Abschnitt des Kanals Charleroi-Brüssel verkehrte ab 1899 ein über eine Schiffsschraube angetriebenes Oberleitungsboot, das als Schlepper Leichter oder Schuten zog. Eine weitere Schiffs-Oberleitung wurde 1933 auf einem Stück des Rhein-Marne-Kanals im Mauvages-Tunnel installiert und ist heute noch in Betrieb. Sie ist bipolar und für Gleichspannung mit 600 Volt ausgelegt. Eine sechs Kilometer lange Oberleitungsstrecke verläuft durch den 3,3 Kilometer langen Scheiteltunnel Pouilly-en-Auxois des Canal de Bourgogne.
Auch im längsten Kanaltunnel Frankreichs, dem Riquevaltunnel, existiert für die Kettenschiffe eine dreipolige Oberleitung, welche 200 Meter über die Tunnelportale hinausgeführt ist.
Nach dem Bau des Teltowkanals fand ab 1903 ein Versuchsbetrieb mit dem  Schleppschiff Teltow mit Oberleitung für elektrischen Treidelbetrieb auf dem Machnower See statt.
Seit 1906 wird im Riquevaltunnel im französischen Département Aisne elektrische Kettenschifffahrt betrieben. Das Kettenschiff nutzt zur Fortbewegung eine Kette, die auf dem Grund des Kanals verlegt ist und dann über das Deck des Schiffs verläuft. Hier wird sie über Rollen geführt, die von einem Elektromotor angetrieben werden. Auf diese Weise erreicht das Schleppschiff eine Geschwindigkeit von circa 2,8 km/h. Die Durchfahrt durch den 5670 Meter langen Tunnel dauert somit etwa zwei Stunden. An der Decke des Tunnels ist eine dreipolige Oberleitung für die Stromzuführung angebracht, die an beiden Tunnelenden noch circa 200 Meter weitergeführt wird. Die Kettenschiffe werden durch zwei Stangenstromabnehmer mit der benötigten elektrischen Energie versorgt.

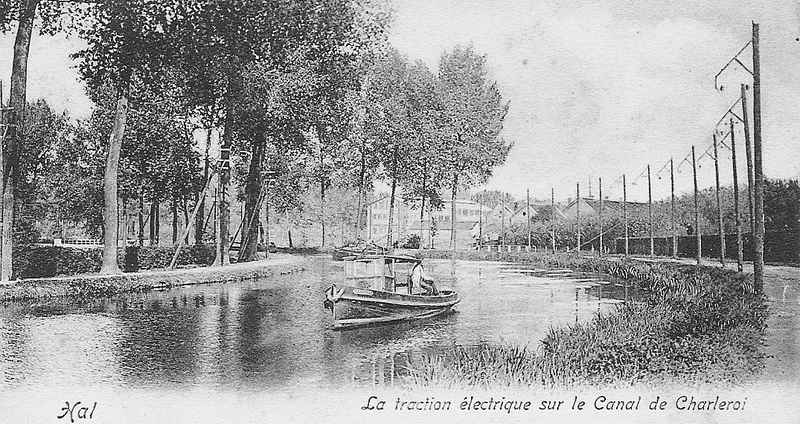
Elektrischer Schlepper auf dem Kanal Charleroi-Brüssel
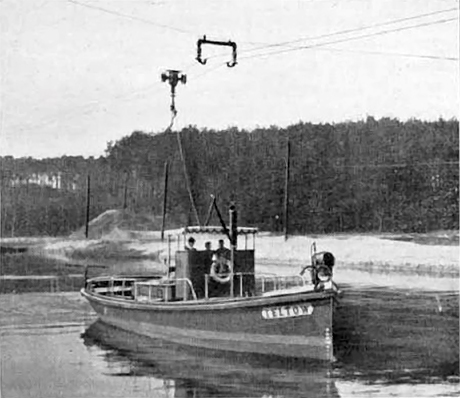
Teltow, ein Oberleitungsboot auf dem Teltowkanal
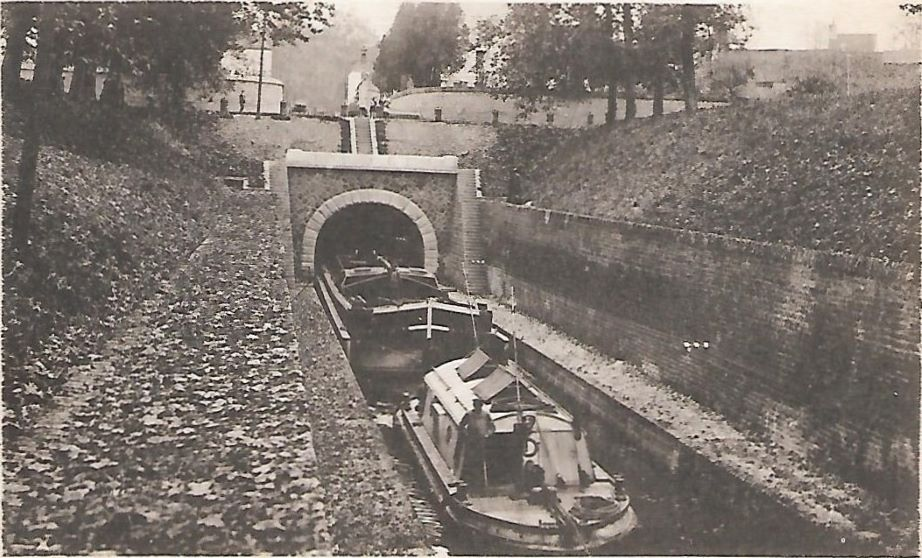
Oberleitungs-Kettenschiff am Schiffstunnel des Scheiteltunnels Pouilly-en-Auxois